# Jaroslav Borák
Jaroslav Borák (* 9. listopadu 1989) je český fotbalový záložník, který momentálně hraje v rakouském klubu SV Leobendorf.
Od žákovských let působící v Brně. V létě 2007 byl poprvé pozván do "A-týmu", v lednu 2008 jej trenéři do "A-týmu" definitivně přeřadili. Na jaře 2008 neodehrál za "A-tým" kvůli zranění ani jeden zápas.

## Podzim 2008
Na podzim celkově nasbíral 43 minut v zápasech proti Kladnu, Jablonci a Českým Budějovicím.
V listopadu 2008 byl náhradníkem pro soustředění reprezentace do 20 let před MS do 20 let v Egyptě.

## Jaro 2009
Na jaře 2009 si zahrál až ke konci sezony, kdy už bylo vše rozhodnuto a trenér Beránek dal šanci hráčům širšího kádru. Odehrál 12 minut v předposledním, 29. kole, proti Zlínu, kdy střídal Hušku, a také v posledním 30. kole proti Příbrami, kdy střídal Kalivodu. V tomto zápase odehrál 34 minut, což je u něj zatím nejvíce. V MF Dnes byl za tento zápas hodnocen špatnou známkou 4,5.
Většinu jara odehrál v B-týmu v MSFL, kterému výrazně pomohl k záchraně. Během 9 zápasů vstřelil 4 góly, když se trefil proti Uničovu, juniorce Baníku Ostrava a dvakrát proti Frýdku-Místku.

## Sezona 2009/10
Z důvodu velkého přetlaku mezi útočníky v Brně mu sportovní ředitel a trenér 1. FC Brno Miroslav Beránek oznámil, že si může hledat hostování, protože v "A"-týmu si pravděpodobně nezahraje. Na podzim tedy hostoval ve Vlašimi. Zde pravidelně hrál na pozici pravého záložníka, gólově se prosadil v Poháru ČMFS v zápase proti Plzni. V zimě se vrátil do Brna a na jaře zakotvil v "A"-týmu. Odehrál 259 minut v osmi zápasech, z toho třikrát byl v základní sestavě - proti Příbrami (výsl. 1:3; 90 minut; hodnocení MF DNES: 5 (1 = nejlepší, 5 = nejhorší)), proti Olomouci (1:2; 69 min.; hodn.: 4,5) a proti Bohemians (0:0; 45 min.; hodn.: 5).

## Podzim 2010
Nového trenéra Zbrojovky Karla Večeřu nepřesvědčil, a proto musel odejít na hostování do Zlína.